# Anshan (regione storica)
Anshan (o Anzan e, successivamente, Parsumash e Parside) è una regione storica all'incirca corrispondente all'odierno Fars (Iran).
Rispetto alla Susiana (e alla città di Susa), aperta alle influenze mesopotamiche e spesso protagonista essa stessa della storia della Mesopotamia, l'Anshan rappresenta una sorta di "polo interno" del paese elamico, maggiormente accentrato sull'altopiano iranico.
Nella seconda metà del III millennio a.C., l'Anshan subì l'egemonia accadica, mentre mantenne rapporti pacifici con la Terza dinastia di Ur.
Nella prima metà del I millennio a.C., quando Assiri e Babilonesi si contendevano la Mesopotamia, e l'Elam aveva ancora un ruolo importante nella storia della Mesopotamia, l'Anshan si trovava in una situazione di declino. In occasione del saccheggio di Susa da parte di Assurbanipal (646 a.C.), un re di Parsumash, antenato di Ciro il Grande e suo omonimo, rese omaggio al re assiro. Questo polo orientale dell'Elam sarà poi la base della nazione persiana e della dinastia achemenide.